# Midtown Madness 3
Midtown Madness 3 – gra wideo z serii Midtown Madness autorstwa Angel Studios w wersji na komputery osobiste i EA DICE oraz EA DICE w wersji na Xboxa.

## Rozgrywka
W Midtown Madness 3 zostały dodane do użytku dwie metropolie – Waszyngton i Paryż. Grafika jest oparta na nowym silniku gry. W grze dostępne trzy tryby gry dla jednego gracza – Blitz, Checkpoint oraz Cruise – ostatni tryb pozwala na grę w otwartym świecie. Tryb kariery został podzielony na kilkadziesiąt zadań. Gracz wcielić się może w role kierowcy limuzyny, kuriera, taksówkarza, policjanta lub agenta służb specjalnych. Gdy gracz będzie odblokowywał grę otrzyma cenną nagrodę – jest nią samochód lub inna rzecz. Model prowadzenia samochodu jest zręcznościowy, a pojazdy szczegółowo odwzorowane, mogą one doznać nieznacznych uszkodzeń.
W trybie gry wieloosobowej gracze mogą łączyć konsole lub spotykać się w internecie przez Xbox Live.

## Wydanie gry
Midtown Madness 3 został wydany na konsolę Xbox 17 czerwca 2003 roku w Stanach Zjednoczonych oraz w Europie 27 czerwca 2003 roku. 13 listopada 2004 roku gra ukazała się w wersji mobilnej na telefony komórkowe. Planowane jest wydanie gry w wersji mobilnej na telefony komórkowe w technologii 3D. Praca nad grą w wersji dla komputerów osobistych została wstrzymana, gra nigdy nie została wydana.